# Forêt guyanaise
La forêt guyanaise est un important massif forestier français, occupant 8 millions d'hectares. Principalement domanial, il couvre l'essentiel de la Guyane, département français le plus boisé.

## Superficie
Avec environ 8 millions d'hectares, soit le tiers du couvert forestier français, 96 % du territoire guyanais étant couvert d'une forêt équatoriale qui reste parmi les plus riches et les moins écologiquement fragmentées du monde, il constitue le plus grand massif forestier ainsi que le seul grand massif tropical de l'Union européenne.

## Écologie
La forêt guyanaise est une forêt tropicale humide. Il s'agit aussi pour l'essentiel de sa surface d'une forêt primaire.

## Enjeux économiques

### Exploitation forestière
Seule la partie côtière fait l'objet d'une exploitation forestière industrielle. Environ 60 000 m3 de bois d'œuvre ont été récoltés chaque année dans les années 2000, ce qui représente une partie infime de la production de bois de la forêt.
L'exploitation, via la création de routes forestières, a un impact sur l'accessibilité de la forêts, aux chasseurs ou aux orpailleurs.

### Chasse
La chasse en Guyane est soumise à un permis depuis 2017.Il y est possible de chasser aussi bien le jour que la nuit. Il existe néanmoins des espèces protégées (interdites à la chasse, interdites à la vente) et des quotas de chasse pour certaines espèces ainsi que des zones où la chasse est interdite à la suite de décrets préfectoraux et municipaux (Base spatiale, barrage de Petit-Saut, etc.).

### Réserve foncière
Entre 1500 et 2000 hectares ont été défrichés légalement chaque année dans les années 2000[réf. nécessaire]. Il s'agit de l'extension de l'agriculture et de l'urbanisation.